# Шкода Т-32
Ш-I-Д (Т-32) је чехословачка танкета из периода пре Другог светског рата које је користила моторизована коњица Краљевине Југославије.

## Историја
Нова Чехословачка држава, настала 1918, наследила је од Аустроугарске само неколико старих оклопних кола Ланциа, али и импресивну војну индустрију на челу са фабриком Шкода. Почињући од нуле, 1923-1930. Шкода и Татра произвеле су мањи број оклопних аутомобила ОА-23, ОА-27 и ОА-30, а након 1930. већа пажња посвећена је развоју тенкова.
Без искуства у производњи тенкова, чехословачке фабрике почеле су са развојем танкета. Крајем 20-их година, фабрика ЦКД постала је конкурент Шкоди, и 1930. убедила је војску да купи 4 британске танкете Викерс Карден-Лојд Мк VI, обезбедивши лиценцу за њихову производњу. Унапређена верзија производила се у ЦКД 1933-1934. као Танкета модел 33. У исто време, Шкода је направила своју верзију танкете, Ш-I-Д (Т-32) наоружану топом од 37 mm : произведено је свега 8 комада, који су продати краљевини Југославији.
| Производња       | до 1933 | 1934 | 1935 | 1936    | 1937            | 1938           | 1939                    |
| ---------------- | ------- | ---- | ---- | ------- | --------------- | -------------- | ----------------------- |
| ОА-23            | 9       | -    | -    | -       | -               | -              | -                       |
| ОА-27            | 15      | -    | -    | -       | -               | -              | -                       |
| ОА-30            | -       | 51   | -    | -       | -               | -              | -                       |
| Танкета модел 33 | -       | 70   | -    | -       | -               | -              | -                       |
| Шкода Т-32       | -       | -    | -    | -       | 8               | -              | -                       |
| АХ-IV            | -       | -    | -    | 50      | -               | 83             | -                       |
| ЛТ-34            | -       | -    | 20   | 30      | -               | -              | -                       |
| ЛТ-35            | -       | -    | -    | 15      | 262             | -              | -                       |
| ТНХ серија       | -       | -    | -    | 40(ТНХ) | 15(Р-2) 10(ТНХ) | 61(Р-2) 7(ЛТП) | 50(Р-2) 17(ЛТП) 24(ЛТХ) |

## Оклопне снаге краљевине Југославије
Почетком 30-их година, војска краљевине Југославије имала је 2 коњичке дивизије, од којих се свака састојала од по 2-3 коњичке бригаде (свака са 2 коњичка пука, артиљеријским дивизионом и батаљоном бициклиста). Планирано је да се свакој дивизији прикључи по један моторизовани пук, и са тим циљем почела је набавка оклопних возила у иностранству.
Главни проблем био је наћи страног добављача. Француска је одбијала да прода модерна оклопна возила, нудећи уместо њих застарела возила којих је имала и сувише. Од Француске, Југославија је 1920-1930. набавила око 56 старијих тенкова Рено ФТ-17, неке на продају, а неке на поклон у виду војне помоћи, а 1935. купљено је још 54 релативно модерна лака тенка Рено Р-35. Током 1933/1934. југословенска војска је тестирала неколико пољских (ТК-3) и чешких (Танкета модел 33) танкета које нису задовољиле постављене захтеве, па је октобра 1934. наручено ново возило од фабрике Шкода са задатим карактеристикама (углавном јаче оружје и чеони оклоп од 30 mm). Прототип, танкета Ш-I-Д, тестирана је почетком 1936. и наручено је 8 комада. Танкете су испоручене у лето 1937. и примљене у службу под именом "Брза борна кола Т-32", док је већа поруџбина (108 возила), планирана за 1939, отказана због немачке окупације Чехословачке. Тако су оклопне снаге краљевине Југославије уочи Априлског рата имале 110 тенкова и 8 танкета.

## Карактеристике
Т-32 састојао се од четвртасте оклопне кабине са командном куполом на крову. Предња оклопна плоча била је дебела 22 mm, бочне 15, а задња 10 mm - све спојено закивцима. Двочлана посада осматрала је околину кроз два осматрачка капка на предњој страни, док се наоружање састојало од топа Шкода А3 калибра 37 mm (са 42 метка) и митраљеза ЗБ30 калибра 7,92 mm (са 1000 метака).

### У служби
Т-32 била је добро наоружана и оклопљена за танкету: оклоп дебљине 12 mm сматран је довољним да одбије пушчане метке на растојању већем од 50 m, и противоклопна зрна калибра 7,92 mm на растојању већем од 100 m, док је топ калибра 37 mm био супериорнији од наоружања немачких тенкова Панцер I и Панцер II и равноправан са наоружањем Панцера III. Свих 8 танкета биле су део Ескадрона Оклопних Кола у Коњичкој официрској школи у Земуну, где су међу војницима биле познате као Шкода Ш-И-Д.

#### Априлски рат
Током Априлског рата, Ескадрон је чувао земунски аеродром 6-10. априла, а затим је упућен према Нишу. Три танкете напуштене су успут због кварова (једна још у Београду), а преостале су 12. априла ступиле у борбу са Немцима код Тополе, бранећи прилаз Београду. У том окршају Немци су изгубили 3 тенка и једно оклопно возило, док је југословенска страна изгубила 3 танкете заједно са командантом ескадрона, капетаном Душаном Радовићем. Преостале 2 танкете заробљене су од Немаца у Младеновцу.